# ニューヨークフィルムアカデミー

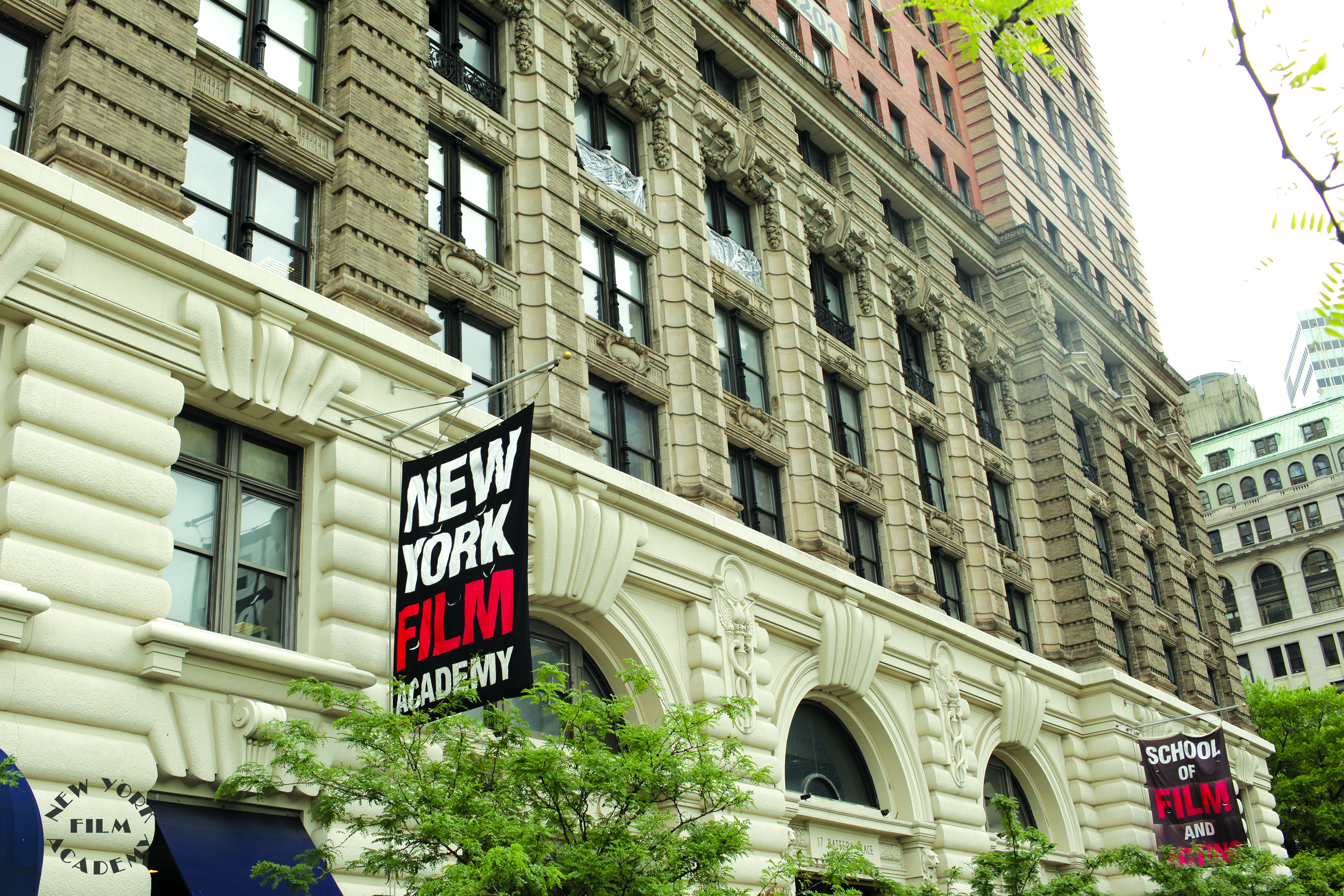
NYFA ニューヨークキャンパス

ニューヨークフィルムアカデミー（New York Film Academy）は、ニューヨーク州ニューヨーク市マンハッタン区に本部を置くカレッジ。2012年現在、職員400人、学生6000人以上を抱えており、世界でも最大規模の映画学校である。ロサンゼルス校はUSC、UCLA、AFIと並びハリウッドを代表する映画学校として知られている。

## 学校概要
1992年の開校時はトライベッカフィルムセンターに校舎を構えていたが、1994年にユニオンスクエアの旧タマニー・ホール集会所であったコロニアル・リバイバル建築の建物へと移動した。修士号、学士号、準学士号を取得することが出来るのに加え、1年間と2年間の専門学校コース、短期のワークショップを提供している。それぞれ、映画、俳優、写真、3Dアニメーション、ゲームデザイン、プロデューサー、脚本、デジタル映画、撮影、ドキュメンタリー、ブロードキャストジャーナリズム、ミュージカル、ミュージックビデオ、デジタル編集の授業を世界中で行っている。 略称としてNYFAが用いられる。

## 歴史
映画、テレビ、舞台のプロデューサーであるジェリー・シャーロックにより設立された。
- レッドオクトーバーを追え（1990年 映画）
- ロリータ（1981年 ブロードウェイ舞台）
- オリエンタル探偵殺人事件（1981年 映画）
- アマールと夜の訪問者（1980年 テレビ）

## 教育方針
「実践から学ぶ」という教育理念の元にプロの現場に近い学習を行っている。映画制作プログラムの授業は、制作現場の各パートをチームごとにローテーションで担当し 学習する。
創設者ジェリー・シャーロックは、2005年のタイム誌に対し、意欲的な若い映画制作者の両親や親族からの要望から着想を得て同校を開校、実践的な内容を中心にカリキュラムを編成したと話した。

## 学位取得学科とワークショップのロケーション
学位取得プログラムは映画制作（演出・製作・脚本・撮影・編集含む）、ドキュメンタリー映画制作、俳優、写真、3Dアニメーション、ゲームデザインがある。
学位取得プログラム、ワークショップ、短期コースは以下の場所で行われている。
- ニューヨーク市
- ユニバーサルスタジオ（カリフォルニア州ロサンゼルス）
- ゴールドコースト（オーストラリア・クイーンズランド州）—ヴィレッジ・ロードショウ・スタジオ構内[4]
- アブ・ダビ（アラブ首長国連邦）[5]
- ハーバード大学（マサチューセッツ州ボストン）
- ディズニー・ハリウッド・スタジオ（フロリダ州オーランド）
- フィレンツェ（イタリア）
- パリ（フランス）
- 太秦映画村（京都）
- ムンバイ（インド）
- リオ・デ・ジャネイロ（ブラジル）[6]
- 北京（中華人民共和国）
- モスクワ（ロシア）
- ソウル（大韓民国）

## パートナーシップ
世界的に有名なメトロポリタン美術館とも三年間にわたってパートナーシップを結んでいる。関係組織と密接に連携し、カリキュラムの構成、スタッフの教育、そして学生が使用する映像作成設備に対し投資を行っている。さらにはすべてのアートの重要性と価値とを維持し、保護する事を表明している。
パートナー機関は以下
- メトロポリタン美術館（2010-現在）
- ブルックリン美術館（2007年）[7]
- ホイットニー美術館（2009年）[8]

### 提携企業
- ソニー・ピクチャーズアニメーション[9] は演技のプロセスや登場人物の動作を自社のアニメーターに理解させる場としてNYFAのアクティングワークショップを活用している。アニメーターは講師として演技指導を行う事により、場面構成や演技者の観点を深く分析でき、映像における登場人物を創る上での技術向上に役立つとしている。
- タイム・ワーナー・ケーブルの企画Connect A Million Mindsはユニオンスクエア本校と協力関係にある。East Side Community High Schoolの生徒とロウワー・イースト・サイドにあるMarte Valle Secondary Schoolと共同でワークショップを開催し、アメリカにおいて重要とされる、科学、技術、工学、数学（STEM）を教えている。[10]

- ニューヨーク・ジェッツはスポーツ写真プログラムの実地研修に協力している。[11] スポーツ写真プログラムとスポーツ放送ワークショップの2つのプログラムは、実際のプロの試合環境で16週間行われる。ニューヨークジェッツの指定されたイベントについて、メディアポートフォリオを学生が作成するプログラムも存在する。[12]

## 奨学金制度
映画制作もしくは俳優の1年コース、2年コース、MFA（Master of Fine Arts）プログラムで奨学金を必要とする学生は、最大15,000ドルの奨学金を申請出来る。現在までにニューヨークフィルムアカデミーはNew York City Department of Educationより100万ドルの奨学金資金を提供されている。

## 学位提携
ニューヨークフィルムアカデミーと協力関係にある大学で、専攻に関連した学位を取得する事が出来る。
- ニュースクール大学（ニューヨーク州）
- ノバ・サウスイースタン大学（フロリダ州）
- セント・ジョンズ大学（ニューヨーク州）
- リン大学（フロリダ州）
- フェアリー・ディキンソン大学（ニュージャージー州）
- アンティオック大学（カリフォルニア州）
- チャーター・オーク州大学(コネチカット州)

## 教職員
教員は、Tisch School of the Arts、コロンビア大学、AFI Conservatory、南カリフォルニア大学、スタンフォード大学、ハーバード大学、イェール大学、カリフォルニア大学ロサンゼルス校などから引き抜いている。

## ゲスト講演
スティーヴン・スピルバーグやベン・スティラーなどの著名人が講演を行っている。

## 認定
NASAD（National Association of Schools of Art and Design）に認定されている。（CHEAの承認）

## 出身者
- コード・オーバーストリート - 俳優
- ポール・ダノ - 俳優
- デイモン・ウェイアンズ、デイモン・ウェイアンズJr. - コメディアン・俳優
- D・B・ウッドサイド - 俳優
- ナヤ・リヴェラ - 女優・歌手
- ダイアナ・メンドーサ - モデル
- サーシャ・コーエン - 女優・フィギュアスケーター
- シャキール・オニール - 俳優・バスケットボール選手
- ミシェル・ファン・デル・アー - 作曲家
- ニッキー・バーン - 歌手
- 林心如 - 女優
- カミーラ・ルディントン - 女優・声優
- マイケル・ギャラガー - 監督
- トレヴァー・マシューズ - 俳優・監督・プロデューサー
- ベヴィン・プリンス - 女優
- リー・ハーシュ - ドキュメンタリー監督
- ラー・ディガ - 女優・ラッパー
- グレン・ハンサード - 歌手・俳優
- ジェシカ・リー・ローズ - 女優
- アナリー・ティプトン - 女優
- ジェラルド・マクモロー - 脚本家・監督
- イーモン・ウォーカー - 俳優
- ジャスティン・ワックスバーガー - 女優
- ジョシュア・レナード - 俳優
- オーブリー・プラザ - 女優
- マックス・サミュエル・スピルバーグ - 俳優・スティーヴン・スピルバーグの長男
- インディオ・フォルコナー・ダウニー - 俳優・ロバート・ダウニー・Jr の長男
- 長渕文音（現・文音） - 女優・タレント・長渕剛と志穂美悦子の長女
- ブライアン・ウォルターズ - モデル・ダンサー
- 池端えみ - 女優・加山雄三の次女
- 三船力也 - 俳優・三船敏郎の孫
- 長谷川京子 - 女優・モデル
- 鶴田祐士 - 俳優・インディーズ映画監督・ジャンボ鶴田の長男
- マサ成田 - CGモデリングアーティスト

## 関係者
- ウェスリー・オートリー - 建設作業員

## 関係作品
- ロンリーガールフィフティーン
- Samurai Umpires in the USA